# Prakriti Kakar
Prakriti Kakar (8 de mayo de 1995,Nueva Delhi) es un cantante de playback india. Su carrera comenzó cuando se hizo conocer con su primer tema musical titulado Tutiya Dil, que fue interpretada para una película de Bollywood en el 2012. Posteriormente ha interpretado unas pocas pistas para películas que fueron estrenadas en el 2013, sobre todo en los coros. Ella saltó a la fama con el lanzamiento de sus canciones cantandas a dúo como con Ankit Tiwari, con tu tema musical titulado "Katra Katra", interpretada para la película titulada "Alone" y su próximo tema musical titulado "Bheegh Loon", para la película titulada "Khamoshiyan".

## Biografía
A excepción de su padre, todos los miembros de su familia se dedica a la música y ella comenzó por aprender música de su madre, que es profesora de música. Su inclinación hacia la música la llevó a su madre a decidir sobre su formación profesional. Kakkar se formó en música clásica durante siete años y comenzó por aprender a tocar el teclado y la música occidental durante ese tiempo. Desde que su hermana mayor, Akriti Kakar, quería ser cantante e interpretar sus canciones para Bollywood, se trasladó a Mumbai con su padre, mientras que Prakriti y el resto de su familia la acompañaron más adelante. Ella ha sido influenciada musicalmente por otras famosas cantantes como Whitney Houston, Beyoncé, Mariah Carey y Christina Aguilera.

## Discografía

### En películas
| Año  | Película    | Canción                              | Compositor(es)                        | Escritor(es)            | Co-interprete(s)                                                    | Ref.  |
| ---- | ----------- | ------------------------------------ | ------------------------------------- | ----------------------- | ------------------------------------------------------------------- | ----- |
| 2012 | Tutiya Dil  | "Tutiya Dil"                         | Gulraj Singh                          | Manoj Yadav             | Ram Sampath                                                         | [ 5 ] |
| 2013 | Nasha       | "Goti Song"                          | Sangeet Haldipur - Siddharth Haldipur | Radhika Anand           | Akshay Deodhar, Sukriti Kakar                                       |       |
| 2013 | Boss        | "Boss"                               | Meet Bros Anjjan                      | Kumaar                  | Meet Bros Anjjan, Yo Yo Honey Singh, Sukriti Kakar, Khushboo Grewal | [ 6 ] |
| 2015 | Alone       | "Katra Katra"                        | Ankit Tiwari                          | Abhay Upadhyay          | Ankit Tiwari                                                        | [ 7 ] |
| 2015 | Khamoshiyan | "Bheegh Loon" (Female Version)       | Ankit Tiwari                          | Abhendra Kumar Upadhyay | Ankit Tiwari                                                        |       |
| 2015 | Khamoshiyan | "Bheegh Loon" (Female Version Remix) | Ankit Tiwari                          | Abhendra Kumar Upadhyay | Ankit Tiwari                                                        |       |
| 2015 | Barkhaa     | "Tu Itni Khoobsurat Hai" (Reloaded)  | Amjad - Nadeem                        |                         | Jubin Nautiyal                                                      | [ 7 ] |

| 2016 | Azhar                  | "Tu Hi Na Jaane"          | Amaal Mallik         | Kumaar               | Sonu Nigam              |  |
| 2017 | Paas Aao               | "Paas Aao Na" Sencillo    | Amaal Mallik         | Rashmi Virag         | Armaan Malik            |  |
| 2017 | Noor                   | "Hai Zaroori"             | Amaal Mallik         | Kumaar               |                         |  |
| 2017 | Guest iin London       | "Dil Mera"                | Raghav Sachar        | Kumaar               | Ash King, Shahid Mallya |  |
| 2017 | Sweetiee Weds NRI      | "O Saathi Rey"            | Arko Pravo Mukherjee | Arko Pravo Mukherjee | Armaan Malik            |  |
| 2017 | Mubarakan              | "Hawaa Hawaa"             | Gourov–Roshin        | Kumaar               | Mika Singh              |  |
| 2018 | Dil Juunglee           | "Gazab Ka Hai Din" Remake | Tanishk Bagchi       | Tanishk Bagchi       | Jubin Nautiyal          |  |
| 2018 | Dil Juunglee           | "Beat Juunglee"           | Tanishk Bagchi       | Tanishk Bagchi, Vayu | Armaan Malik            |  |
| 2018 | Sonu Ke Titu Ki Sweety | "Subah Subah"             | Amaal Mallik         | Kumaar               | Arijit Singh            |  |
| 2018 | Batti Gul Meter Chalu  | "Hard Hard"               | Sachet–Parampara     | Siddharth–Garima     | Mika Singh              |  |
| 2018 | Stree                  | "Dil Ka Darji"            | Sachin–Jigar         | Vayu                 | Vayu                    |  |
| 2019 | Yaana (Kannada film)   | "Beelale Naa Beelale"     |                      | Shashank             |                         |  |
| 2020 | Khaali Peeli           | "Tehas Nehas"             | Vishal–Shekhar       | Kumaar               | Shekhar Ravjiani        |  |
| 2022 | Maja Ma                | "Ae Pagli"                | Gourov Dasgupta      | Kumaar               | Ash King                |  |
| 2023 | Ganapath               | "Hum Aaye Hain"           | White Noise Studios  | Priya Saraiya        | Siddharth Basrur        |  |

### Otras canciones
| Año  | Título                    | Co-cantante(s)              | Ref.   |
| ---- | ------------------------- | --------------------------- | ------ |
| 2018 | Sudhar Ja                 | Sukriti Kakar               | [ 8 ]  |
| 2019 | Mafiyaan                  | Sukriti Kakar               | [ 9 ]  |
| 2019 | Aa Jaana                  | Darshan Raval               | [ 10 ] |
| 2020 | Kehndi Haan Kehndi Na     | Sukriti Kakar               |        |
| 2020 | Tum Na Ho                 | Arjun Kanungo               | [ 11 ] |
| 2020 | Mashallah                 | Sukriti Kakar, THEMXXNLIGHT | [ 12 ] |
| 2020 | Hum Tum                   | Sukriti Kakar               | [ 13 ] |
| 2021 | Sona Lagda                | Sukriti Kakar, Sukhe        | [ 14 ] |
| 2021 | Levitating (Indian Remix) | Dua Lipa, Sukriti Kakar     | [ 15 ] |
| 2021 | Majnu                     | Sukriti Kakar, Mellow D     |        |
| 2021 | Satrangi Piya             | Samarth Swarup              |        |
| 2022 | Single Saiyaan            | Sukriti Kakar               | [ 16 ] |
| 2022 | Dobara                    | Sukriti Kakar               |        |
| 2022 | Kya Say?                  | Sukriti Kakar, Badshah      | [ 17 ] |
| 2023 | Over You                  | Sukriti Kakar               |        |